# Jag skulle vilja tänka en underbar tanke
«Jag skulle vilja tänka en underbar tanke» («Я хотел бы придумать замечательную мысль») — песня в стиле поп, написанная шведским певцом и композитором Пером Гессле. Это второй музыкальный сингл с его сольного альбома «En händig man», выпущенный только в цифровом формате. Также был выпущен промосингл (CDPRO 4410) для радиостанций. Он провел 7 недель в шведском чарте синглов, достигнув максимальной позиции № 29.
19 августа 2007 года песня впервые попала в шведский чарт Svensktoppen и поднялась там до 7 строки. Всего, песня провела в этом чарте восемь недель, 6 позиция стала её наилучшим результатом.

## Форматы и список песен
Цифровое скачивание из Интернета

(9 июля 2007 года)
1. «Jag skulle vilja tänka en underbar tanke» — 3:16

Шведский промоCD сингл

(CDPRO 4410; 9 июля 2007 года)
1. «Jag skulle vilja tänka en underbar tanke» — 3:16

## Чарты
| Чарты (2007)      | Наивысшая позиция |
| ----------------- | ----------------- |
| Sverigetopplistan | 29                |

## Музыканты
- Продюсеры: Кларенс Офверман, Кристофер Лундквист, Пер Гессле
- Музыка и текст: Пер Гессле
- Публикуется: Jimmy Fun Music.
- Фотограф: Антон Корбейн.